# 情常在 (2002年)
《情常在》（英語：Passion for Life），是由香港電視台無綫電視製作的一輯人物專訪類電視紀錄片，首播於2002年，由單慧珠構思及主導製作。此節目的製作因單慧珠患病而未能全部完成，面世的版本共有八集，分為四個單元，分別以小提琴演奏家俞麗拿、漫畫家嚴以敬（阿虫）、文學學者盧瑋鑾（小思）、探險家李樂詩為主題。

## 構思與製作
《情常在》由導演單慧珠構思，並身兼監製、編劇、編導（即導演）等職。她的電視製作事業始於無綫電視（下簡稱無綫），1977年轉職至公營的香港電台電視部，長期從事《獅子山下》等單元劇的執導工作，是該台知名的得獎導演之一。但1992年拍攝備受爭議的《獅子山下》之〈風風雨雨〉後被投閒置散，1996年移居夏威夷。1990年代末，香港的亞洲電視推出以人物訪問為主的紀錄片節目《尋找他鄉的故事》系列，產生頗大迴響。至2000年，已有四年未從事影視、全職工作的單慧珠看過《尋》系列後，認為製作團隊閱歷不足，未能深挖背後故事，萌生自己拍攝人物專訪類紀錄片的想法。她隨即走訪三藩市、溫哥華等地搜集資料，接觸目標人物，以半年時間寫成計劃書，返回香港向電視台自薦，最終獲得無綫同意開拍，即此節目《情常在》。該時期在無綫管理節目部的陳志雲曾提及自己說服公司開拍此節目。無綫向來奉行「製播合一」政策，此節目成為該台首個外判予獨立製作人的節目。
此節目的製作計劃最終未有全部完成，面世的版本共有四個主題人物，包括俞麗拿、嚴以敬、盧瑋鑾、李樂詩（詳見下）。節目內容主要圍繞主題人物的工作熱誠及對社會的貢獻，製作團隊亦往世界各地走訪主題人物的親友:61。單慧珠最初對無綫承諾以一年半時間完成整個計劃，但她過去以拍攝劇集為主，缺乏製作紀錄片及這類人物專訪的經驗，工作量超出預期，同時她亦不適應無綫職員的工作模式，種種問題讓她倍感壓力，患上抑鬱症，導致製作無法全部完成。
對於完成度，說法不一。《明報周刊》在2003年對單慧珠的專訪，對節目的製作細節有較為詳細的記述。據此專訪，無綫最初提出的條件是節目需有「十集」，所指的是十個人物:22。而未能完成拍攝的人物有心理醫生李維榕、藝人蕭芳芳，未能完成剪輯的人物有精神科醫生吳敏倫、神父關振棠等人。:26
單慧珠自己的另一篇文章則稱節目拍攝了十集，患病後只有〈俞麗拿〉兩集的剪輯由她親自完成（耗時八個月:24），播映時亦只有此兩集的職員名單上出現其名字；另外有六集（其他三個人物的單元）的剪輯由他人完成，剩餘兩集未能面世。曾有傳媒界人士認為無綫將單慧珠從三個單元中除名，引起非議，後來單慧珠澄清，是她主動要求無綫這樣做。
按香港電台《最佳電視節目頒獎禮》所收錄的製作團隊資訊，除了單慧珠本人，此節目的監製亦有何小慧，編劇亦有梁偉庭，編導（即導演）亦有王育明；未有掛上單慧珠之名的職務方面，則有負責攝影的鄺瑞堯，兼任剪接的王育明，以及助理編導梁志康。單慧珠亦曾透露剪接師彭小鑛與她共同完成〈俞麗拿〉單元的剪輯。:57

## 播放安排與各集內容
2002年10月起首播，逢星期日晚上七時播出。各集內容如下：
| 集數 | 首播日期 (2002年) | 主題人物 | 人物背景                                                               | 單元別名                                   | 內容簡介及備註 |
| ---- | ----------------- | -------- | ---------------------------------------------------------------------- | ------------------------------------------ | --- |
| 1    | 10月13日          | 俞麗拿   | 中國小提琴演奏家，《梁祝小提琴協奏曲》首演者。                         | - 〈梁祝〉上、下集:57:24 - 〈風釆依舊〉:55 | 上集以不少篇幅講述《梁祝小提琴協奏曲》創作史，不僅提及創作者何占豪與陳鋼，創作期間曾提供意見的其他音樂家之照片，均一一展示。                                     |
| 2    | 10月20日          | 俞麗拿   | 中國小提琴演奏家，《梁祝小提琴協奏曲》首演者。                         | - 〈梁祝〉上、下集:57:24 - 〈風釆依舊〉:55 | 下集重心為俞麗拿個人，包括步入60歲的生活、對後輩的培育。 |
| 3    | 10月27日          | 嚴以敬   | 筆名：阿，香港漫畫家、政治漫畫先驅，後期轉為創作水墨小品。             |                                            | 除了嚴以敬學習繪畫，成為漫畫家的經歷，亦提及他積極於慈善活動，以及他的家庭生活、與妻子的關係。                                                                   |
| 4    | 11月3日           | 嚴以敬   | 筆名：阿，香港漫畫家、政治漫畫先驅，後期轉為創作水墨小品。             |                                            | 除了嚴以敬學習繪畫，成為漫畫家的經歷，亦提及他積極於慈善活動，以及他的家庭生活、與妻子的關係。                                                                   |
| 5    | 11月10日          | 盧瑋鑾   | 筆名：小思，香港散文家、香港中文大學中文系教授，同年於教席榮休。       | 〈再見老師〉                               | 盧瑋鑾的家庭背景、年青時的自學精神；其研究工作、教學理念，並從中帶出香港教育制度的轉變。                                                                         |
| 6    | 11月17日          | 盧瑋鑾   | 筆名：小思，香港散文家、香港中文大學中文系教授，同年於教席榮休。       | 〈師之道〉                                 | 盧瑋鑾的家庭背景、年青時的自學精神；其研究工作、教學理念，並從中帶出香港教育制度的轉變。                                                                         |
| 7    | 11月24日          | 李樂詩   | 香港探險家，首位踏遍「地球三極」（南極、北極、珠穆朗瑪峰）的中國女性。 |                                            | 除了旅行心得、環保理念，亦提及李樂詩的子女、與丈夫離異之事。 單慧珠曾透露此單元的其中一集，本是以介紹在極地進行建設的中國科學家們為重心，但該些內容全被刪剪。:26 |
| 8    | 12月1日           | 李樂詩   | 香港探險家，首位踏遍「地球三極」（南極、北極、珠穆朗瑪峰）的中國女性。 |                                            | 除了旅行心得、環保理念，亦提及李樂詩的子女、與丈夫離異之事。 單慧珠曾透露此單元的其中一集，本是以介紹在極地進行建設的中國科學家們為重心，但該些內容全被刪剪。:26 |

## 獎項與提名
| 頒獎年月   | 頒獎禮                                                  | 獎項           | 受獎單位                             | 結果   | 來源           |
| ---------- | ------------------------------------------------------- | -------------- | ------------------------------------ | ------ | -------------- |
| 2003年2月  | 香港電台 2002電視節目欣賞指數調查（第四階段）           | 欣賞指數排名   | 《情常在》                           | 第四位 | [ 19 ]         |
| 2003年2月  | 香港電台 2002電視節目欣賞指數調查（最佳電視節目頒獎禮） | 欣賞指數排名   | 《情常在》                           | 第六位 | [ 8 ] [ 註 2 ] |
| 2003年2月  | 香港電台 2002電視節目欣賞指數調查（最佳電視節目頒獎禮） | 評審團大獎     | 《情常在》之〈盧瑋鑾（小思）〉       | 獲獎   | [ 8 ] [ 註 2 ] |
| 2003年11月 | 明報周刊 2003演藝動力大獎                               | 最突出電視節目 | 《情常在》                           | 獲獎   | :8             |
| 2003年11月 | 明報周刊 2003演藝動力大獎                               | 電視幕後精英   | 單慧珠（《情常在》之〈俞麗拿〉監製） | 獲獎   | :8             |

## 迴響與評價
作家阿濃指出不少文化界中人認為此作是難得的高質素電視節目，頗為注意。
盧瑋鑾雖對香港文學研究貢獻良多，但在大眾之間的知名度並不高。此節目播出後顯著提高了她的知名度。其單元除了獲得香港電台該年度《最佳電視節目頒獎禮》的評審團大獎（見上），亦在2003年2月（首播後三個月）率先發行了VCD。《香港經濟日報》的碟評指出，香港免費電視頻道的節目鮮有以文化界、學術界人物為重心，此作值得嘉許；雖過於「賣弄感傷」，未能捕捉人物神粹，但亦展現了「學者之苦和孤獨」，「不失為本地文壇的一點點寫照」。單慧珠本人則認為此單元較冗長，可濃縮為一集:26。
編劇陳翹英是《2003演藝動力大獎》的評判之一，他對此節目的評語是：「視野與內涵俱備，作者以款款深情描繪默默耕耘的文化前驅」，他認為〈風釆依舊〉兩集（俞麗拿）尤具感染力:55。作家關麗珊認為單慧珠親自剪輯的〈俞麗拿〉單元顯得「節奏明快，輕重分明」，有別於其他單元。